# Toni Kukoč
Toni Kukoč (Split, 18. rujna 1968.), bivši je hrvatski košarkaš i reprezentativac. Danas radi kao savjetnik vlasnika Chicago Bullsa. 
U svojoj karijeri osvojio je europske naslove u klupskoj i u reprezentativnoj košarci, naslov svjetskog prvaka s reprezentacijom, dvije olimpijske medalje te naslove prvaka NBA profesionalne košarkaške lige. Iako poznat po tome da je u momčadi mogao igrati na bilo kojoj poziciji (uz visinu 211 cm), ipak je uglavnom igrao kao krilo. Uvršten je među 50 osoba koje su najviše pridonijele Euroligi. Kao član reprezentacije 1992. godine dobitnik je Državne nagrade za šport "Franjo Bučar".
Godine 2017. primljen je u Kuću slavnih FIBA-e, a prilikom svečanosti zabio je tricu sa sredine igrališta.  Godine 2021. primljen je u Kuću slavnih košarke, a nagradu mu je uručio njegov bivši suigrač Michael Jordan.

## Počeci i europska karijera
Toni Kukoč karijeru je počeo u Jugoplastici, Split, momčadi s kojom je čak triput zaredom osvajao naslove europskog prvaka. Kasnije je prešao u Benetton iz Trevisa, gdje je triput proglašavan najboljim igračem Europe. U tom je razdoblju na reprezentativnom planu osvajao FIBA Svjetsko juniorsko prvenstvo (1987. za Jugoslaviju), FIBA Svjetsko prvenstvo (1990. za Jugoslaviju), te dvije olimpijske srebrne medalje: 1988. u Seoulu za Jugoslaviju te 1992. u Barceloni za Hrvatsku.

## NBA karijera
U sjevernoameričku profesionalnu ligu (NBA) Kukoč je izabran od strane momčadi Chicago Bulls još 1990. godine, ali je preselio u SAD tek 1993. Bila je to sezona u kojoj je Michael Jordan prestao igrati, te je Kukoč ulazio kao alternacija Scottie Pippenu ili Horace Grantu, dvojici krila Bullsa, igrajući ponekad i ulogu šutera ili čak centra. Imao je solidnu premijernu sezonu, s dvoznamenkastim prosjekom postignutih koševa.
Već u sezoni 1994-95., nakon Grantovog odlaska, Kukoč postaje standardni član početne petorke. Te je sezone drugi strijelac, drugi skakač i drugi asistent momčadi, iza Pippena.
U sezoni 1995-96. na parket se vratio Jordan, a Bullsi su dobili i centra Dennis Rodmana. Kukoč se ponovno vraća na klupu, gdje briljira kao šesti igrač sljedeće tri sezone, u kojima Bullsi osvajaju nova tri naslova prvaka NBA. Kukoč je cijelo to vrijeme bio trećim strijelcem momčadi (iza Jordana i Pippena), a proglašen je i najboljim šestim igračem NBA.
Nakon odlaska Jordana i Pippena 1999., momčad je bila u preustroju. Kukoč je te sezone bio prvi strijelac, skakač i asistent Bullsa. Ipak, bilo je jasno da je vrijeme slavne momčadi prošlo, te je Kukoč zamijenjen u Philadelphia 76ers, gdje je nakon kratkog vremena ponovno zamijenjen, ovaj put s Atlanta Hawksima. Niti ondje nije ostao dugo, stigavši konačno u Milwaukee Buckse u kojima je igrao sa solidnim učinkom sve do sezone 2005-06.

## Nakon karijere
U rujnu 2006. Kukoč je objavio da nije našao zadovoljavajući angažman u nekoj od momčadi koje je tražio (Bulls, Bucks) te da je odlučio povući se iz aktivnog igranja košarke. Uz suprugu Renatu te dvoje djece (sin Marin i kćer Stella) provodi dane igrajući golf i ribareći kad stigne u rodnoj Hrvatskoj. U lipnju 2010. postao je izbornik reprezentacije Hrvatske u golfu.

## Kratki pregled sportske karijere
- 1985. godina
  - Kadetski prvak Europe s Jugoslavijom. U finalu poražena Španjolska.
  - Juniorski prvak Jugoslavije s Jugoplastikom.
  - Tadašnji trener Jugoplastike Krešo Ćosić ukazuje na talent mladog Tonija Kukoča; iz tog doba datira Krešina izjava: Odlazim uvjeren u blistavu budućnost vašeg kluba. Imate zlato među klincima. Imate novog, ako ne i jačeg igrača od Dražena Petrovića. Tada je Krešo poveo grupu ljudi u dvoranu i prstom pokazao na Tonija Kukoča.

- 1986. godina
  - Juniorski prvak Europe s Jugoslavijom. Jugoslavija - SSSR 111:87, Kukoč je proglašen za MVP-a prvenstva.
  - Juniorski prvak Jugoslavije s Jugoplastikom.
  - Uveden u seniorski sastav Jugoplastike.

- 1987. godina
  - Juniorski prvak Svijeta s Jugoslavijom. Jugoslavija - SAD 110:95, U prvoj utakmici protiv SAD-a na tom turniru ubacuje 37 poena, šutiravši za tricu 11/12. I na tom turniru proglašen je za MVP-a.
  - Pozvan u seniorsku reprezentaciju Jugoslavije s kojom osvaja broncu na europskom prvenstvu.

- 1988. godina
  - Prvak Jugoslavije s Jugoplastikom. Jugoplastika - Partizan 2:1. Split: 101:79, Beograd: 80:86, Split: 88:67
  - OI u Seoulu, s Jugoslavijom osvaja srebrnu medalju.

- 1989. godina
  - Prvak Jugoslavije s Jugoplastikom. Jugoplastika - Partizan 2:0. Beograd: 74:73, Split: 75:70
  - Prvak Europe s Jugoplastikom. München: Jugoplastika - Maccabi 75:69
  - Prvak Europe s Jugoslavijom. Zagreb: Jugoslavija - Grčka 98:77
  - U Rimu na McDonald's turniru s Jugoplastikom osvaja drugo mjesto. Poraženi su samo od Denver Nuggetsa, sa 135:129.
  - Najbolji sportaš Jugoslavije.

- 1990. godina
  - Prvak Jugoslavije s Jugoplastikom. Jugoplastika - Crvena zvezda 3:1. Split: 98:70, Beograd: 67:69, Beograd: 93:63, Split: 113:89
  - Pobjednik Kupa Jugoslavije s Jugoplastikom. Dubrovnik:Jugoplastika - Crvena zvezda 79:77.
  - Prvak Europe s Jugoplastikom. Zaragoza: Jugoplastika - Barcelona 72:67. Proglašen za MVP-a Final Foura Kupa prvaka (Eurolige).
  - U Barceloni na McDonald's turniru s Jugoplastikom (Pop 84) osvaja drugo mjesto. Poraženi su samo od New York Knicksa 117:101. Na tom turniru ima prosjek od 20.5 koševa, 8 skokova i nevjerojatnih 14.5 asistencija!!!
  - Prvak Svijeta s Jugoslavijom u Buenos Airesu. U finalu poražen SSSR s 92:75. Proglašen za MVP-a turnira.
  - Na NBA draftu izabran od Chicago Bullsa kao 29. pick (2. "pick" 2.runde "drafta").
  - Najbolji europski košarkaš po izboru časopisa La Gazzetta dello Sport.
  - Najbolji sportaš Jugoslavije.

- 1991. godina
  - Prvak Jugoslavije s POP 84 (Jugoplastikom). POP 84 - Partizan 3:0. Split: 85:74, Beograd: 95:91, Beograd: 86:64
  - Pobjednik Kupa Jugoslavije s POP 84 (Jugoplastikom). Rijeka: POP 84 - Cibona 80:79.
  - Prvak Europe s POP 84 (Jugoplastikom). Pariz: POP 84 - Barcelona 70:65. Drugi put zaredom proglašen za MVP Final Foura Kupa prvaka (Eurolige).
  - Prvak Europe s Jugoslavijom (kapetan reprezentacije). Rim: Jugoslavija - Italija 88:73. Proglašen za MVP-a turnira.
  - Najbolji europski košarkaš po izboru časopisa La Gazzetta dello Sport.
  - Toni prelazi u Benetton.

- 1992. godina
  - Prvak Italije s Benettonom (Prvi klupski naslov u povijesti tog kluba).
  - OI Barcelona: Srebrna medalja s Hrvatskom. U finalu poraženi od Dream Teama, 85:117.

- 1993. godina
  - Pobjednik Kupa Italije s Benettonom.
  - Viceprvak Europe s Benettonom. Atena: Benetton - Limoges 55:59. Na tom je turniru Toni po treći put proglašen za MVP-a Final Foura Eurolige i tako ostao zapisan u povijesti kao jedini kojem je to uspjelo tri puta i kao jedini MVP iz redova poraženog finalista.
  - Napušta Europu i odlazi u NBA. Chicago Bullsi su njegova nova ekipa.

- 1994. godina
  - Prva sezona u Bullsima. U 75 utakmica, u prosjeku je igrao 24.1 minutu, uz 10.9 poena, 4 skoka i 3.4 asistencije.
  - Uvršten u drugu "rookie" petorku NBA lige.
  - Prvi triple-double (14 poena, 10 skokova, 11 asistencija) u karijeri u utakmici protiv Boston Celticsa.
  - Na svjetskom prvenstvu u Kanadi s Hrvatskom osvaja broncu. U polufinalu Hrvatska je s 2 koša razlike poražena od Rusije.
  - Najbolji europski košarkaš po izboru časopisa La Gazzetta dello Sport.

- 1995. godina
  - Druga sezona u Bullsima. U 81 utakmici, u prosjeku igra 31.9 minuta, uz 15.7 poena, 5.4 skoka i 4.6 asistencija.
  - Osvaja broncu s Hrvatskom na europskom prvenstvu u Grčkoj.

- 1996. godina
  - Treća sezona u Bullsima. U 81 utakmici, u prosjeku igra 26 minuta, uz 13.1 poen, 4 skoka i 3.5 asistencije.
  - Osvaja prvi NBA prsten s Chicago Bullsima.
  - Proglašen najboljim šestim igračem NBA lige.
  - Najbolji europski košarkaš po izboru časopisa La Gazzetta dello Sport.

- 1997. godina
  - Četvrta sezona u Bullsima. U 57 utakmica, u prosjeku igra 28.2 minute, uz 13.2 poena, 4.6 skokova i 4.5 asistencije.
  - Osvaja drugi NBA prsten s Chicago Bullsima.
  - Pobjednik Mcdonald's turnira s Chicago Bullsima.

- 1998. godina
  - Peta sezona u Bullsima. U 74 utakmice, u prosjeku igra 30.2 minute, uz 13.3 poena, 4.4 skoka i 4.2 asistencije.
  - Osvaja treći NBA prsten s Chicago Bullsima.
  - Najbolji europski košarkaš po izboru časopisa La Gazzetta dello Sport.

- 1999. godina
  - Šesta sezona u Bullsima. U 44 utakmice, u prosjeku igra 37.6 minuta, uz 18.8 poena, 7 skokova i 5.3 asistencije.

- 2000. godina
  - Započeo sezonu s Bullsima, a onda u veljači zamijenjen s Philadelphia 76-ersima. U 56 utakmica, u prosjeku igra 31.9 minuta, uz 14.8 koševa, 4.9 skokova i 4.7 asistencija.
  - Drugi triple-double u karijeri u utakmici protiv Indiana Pacersa.

- 2001. godina
  - Započeo sezonu sa 76-ersima, a onda zamijenjen u Atlanta Hawkse za Dikembea Mutomba. u 65 utakmica, u prosjeku igra 24.6 minute, uz 11.1 poen, 4 skoka i 3.1 asistencije.

- 2002. godina
  - Druga sezona u Atlanti. U 59 utakmica, u prosjeku igra 25.3 minute, uz 9.9 poena, 3.7 skokova i 3.6 asistencija.

- 2003. godina
  - Iz Atlante zamijenjen u Milwaukee Buckse za Shareefa Abdur-Rahima.
  - Prva sezona u Bucksima. U 63 utakmice, u prosjeku igra 27.0 minuta, uz 11.6 poena, 4.2 skoka i 3.6 asistencija.

- 2004. godina
  - Druga sezona u Bucksima. U 73 utakmice, u prosjeku igra 20.8 minuta, uz 8.4 poena, 3.7 skokova i 2.7 asistencija.

- 2005. godina
  - Treća sezona u Bucksima. U 53 utakmice, u prosjeku igra 20.7 minuta, uz 5.6 poena, 3 skoka i 3 asistencije.

- 2006. godina
  - Četvrta sezona u Bucksima. U 65 utakmica, u prosjeku igra 15.7 minuta, uz 2.3 poena, 2.3 skokova i 2.1 asistencija.
  - Nakon duge i uspješne košarkaške karijere najtrofejniji hrvatski košarkaš i jedan od najvećih europskih košarkaša svih vremena, odlučio je objesiti tenisice o klin.

## Zanimljivosti
Kukoč je zbog specifičnog stila igre, u kojoj su prevladavali elegancija, domišljatost i kombinatorika, dobio nekoliko nadimaka, od kojih su najpoznatiji: Pink Panther, konobar, pauk iz Splita, itd.
Michael Jordan o njemu je rekao: „Toni Kukoč nije bio samo moj suigrač. Toni nije samo moj prijatelj, on je i moj brat. Nema toga što za njega ne bih napravio.”